# Дракула (фільм, 1920)
«Дракула» (англ. Drakula) — гіпотетичний втрачений німий фільм жахів, який нібито знятий в 1920 року в Росії. Факт його існування ставиться під сумнів. Хронологічно, це була б перша екранізація роману «Дракула» письменника Брема Стокера.

## Опис
Дж. Гордон Мелтон, «The Vampire Book»
Немає жодних виробничих кадрів, уривків відеоматеріалів або авторитетних письмових відомостей, які б доводили його існування. Вперше як «втрачений фільм» був згаданий в «The Vampire Book: The Encyclopedia of the Undead» (укр. Книга вампірів: Енциклопедія немертвих) 1994 року, за авторством Джона Гордона Мелтона. Але ще в 1975 році Дональд Ф. Ґлут в «The Dracula Book» (укр. Книга Дракули), згадує повідомлення про російську екранізацію роману Стокера, яка нібито була зроблена приблизно в той же час, що і угорський фільм «Смерть Дракули» 1921 року. При цьому він додає, що «немає ніяких реальних підтверджень, щоб щось обґрунтовано стверджувати». Звідки саме ці автори взяли дані про цей фільм — невідомо.
В цілому, сам факт екранізації роману саме в Росії першої чверті XX століття є сумнівним. З огляду на загальну ситуацію — йшла Перша світова війна, що забирала за собою велику кількість ресурсів країни, через що невійськовий кінематограф та мистецтво в цілому не були затребуваними. Припустивши, що фільм і справді був, то велика ймовірність того, що весь відзнятий матеріал міг бути просто знищений внаслідок Громадянської війни в Росії, що проходила в той період.
Якщо цей фільм дійсно коли-небудь існував, то тоді він би офіційно був найпершою в історії світового мистецтва кіно-адаптацією роману «Дракула» 1897 року, ірландського письменника Брема Стокера.

## Фанатська підробка
24 травня 2013 року на YouTube був завантажений відеоролик тривалістю трохи більше 3 хвилини, що видавався за уривок тієї самої втраченої кінострічки 1920 року, яка нібито була знайдена в архівах в Сербії. Насправді, це виявилась сучасна аматорська робота, яка очевидно використовує ряд візуальних ефектів, щоб надавати їй вигляд старого німого фільму. Тоді ж з'явилася і фанатська афіша. 16 жовтня 2014 року у місті Димитровград, Ульяновської області (Росія) відбувся показ цього фанатського відео, яке видавалося за «світову прем'єру» раніше загубленого фільму «Дракула». Про що написали місцеві газети «Димитровград-панорама» та «Местное время».